# Spilosoma krausmanni
Spilosoma krausmanni là một loài bướm đêm thuộc phân họ Arctiinae, họ Erebidae.